# Phare de l'île Francês
Le Phare de l'île Francês (en portugais : Farol do Francês) est un phare situé sur un îlot rocheux (nommé Ilha do Francês) à 32 km au large de la ville de Guarapari de l'État de Espírito Santo - (Brésil). 
Ce phare est la propriété de la Marine brésilienne  et il est géré par le Centro de Sinalização Náutica e Reparos Almirante Moraes Rego (CAMR) au sein de la Direction de l'Hydrographie et de la Navigation (DHN).

## Histoire
lha do Francês est situé en face de la plage d'Itaoca, dans la commune d'Itapemirim. L'île des Français porte ce nom par le fait qu'il a été conçu et réalisé par des français.
Le phare, mis en service le 1er janvier 1887, est une tour carrée en pierre de 12 m de haut, avec galerie et lanterne. La tour est en pierre ombre avec des pierres blanches en arête, la lanterne est peinte en blanc. Une maison de gardien, autrefois attachée à la tour, a été démolie.
Le phare émet, à une hauteur focale de 48 m, un éclat blanc long toutes les 15 secondes avec une portée maximale de 18 milles marins (environ 33 km). Il marque la présence de l'île des Français à l'approche du port de Guarapari et de la barre de la rivière Itapemirim. Il est automatisé et alimenté par l'énergie solaire.
Identifiant : ARLHS : BRA051 ; BR2140 - Amirauté : G0332 - NGA :18324 .

## Caractéristique dufeu maritime
- Fréquence sur 15 secondes : 
  - Lumière : 2 secondes
  - Obscurité : 13 secondes

### Lien connexe
- Liste des phares du Brésil